# Liophryne
Genre
Liophryne est un genre  d'amphibiens de la famille des Microhylidae.

## Répartition
Les 8 espèces de ce genre sont endémiques de Nouvelle-Guinée.

## Liste des espèces
Selon Amphibian Species of the World (8 août 2014) :
- Liophryne allisoni Zweifel, 2000
- Liophryne dentata (Tyler & Menzies, 1971)
- Liophryne magnitympanum Kraus & Allison, 2009
- Liophryne miniafia Kraus, 2014
- Liophryne rhododactyla Boulenger, 1897
- Liophryne rubra Zweifel, 2000
- Liophryne schlaginhaufeni (Wandolleck, 1911)
- Liophryne similis Zweifel, 2000

## Publication originale
- Boulenger, 1897 : Descriptions of new lizards and frogs from Mount Victoria, Owen Stanley Range, New Guinea, collected by Mr. A. S. Anthony. Annals and Magazine of Natural History, sér. 6, vol. 19, p. 6-13 (texte intégral).